# Calogero Angelo Sacheli
Calogero Angelo Sacheli (Canicattì, 20 giugno 1890 – Taormina, 27 novembre 1946) è stato un filosofo, scrittore e docente universitario italiano.

## Biografia
Nato a Canicattì, in provincia di Girgenti, il 20 giugno 1890 da Vincenzo e Calogera Rinaldi, rimase orfano di padre a 13 anni, frequentò le scuole primarie nella sua cittadina natale per poi trasferirsi a Caltanissetta, dove, ospite di uno zio materno, frequentò il liceo.
Nel 1915 fu iniziato in Massoneria nella loggia Felice Cavallotti di Agrigento, e nel 1917 divenne Maestro massone.
Laureato in filosofia all'Università di Palermo nel 1922 - dove fu allievo di Giovanni Antonio Colozza e Cosmo Guastella - fu dapprima insegnante di scuola superiore a Bologna, Girgenti, Caltanissetta e Bressanone, e dal 1926 insegnante al Liceo ginnasio Andrea D'Oria di Genova. Nel capoluogo ligure, Sacheli iniziò nel 1934 la sua carriera accademica come libero docente di pedagogia all'Università di Genova. Successivamente insegnò la stessa disciplina alle università di Cagliari e di Messina, dove nel 1940 conseguì la docenza ordinaria.
Morì a Taormina, in provincia di Messina, il 27 novembre 1946 all'età di 56 anni, dove si era stabilito per sfuggire ai violenti bombardamenti alleati che colpirono Messina nel 1943.
Con i suoi saggi diede un apporto all'approfondimento della pedagogia e all'interpretazione della filosofia di Sant'Agostino, di San Tommaso e di Jean-Jacques Rousseau. Numerose sono le opere filosofiche e pedagogiche da lui composte. "La carità del natio loco" lo spinse anche a scrivere sulle tradizioni, i miti e le leggende di Canicattì, collaborando con la rivista Sicania e pubblicando i risultati delle sue ricerche nelle Linee di folklore canicattinese.

## Opere
- Linee di Folklore canicattinese, Acireale, tip. Popolare, 1914
- Indagini etiche: i criteri, il problema dell'etica, Milano, Remo Sandron, 1920
- Atto e valore, Firenze, Sansoni, 1938
- Ragion pratica: preliminari critici, Firenze, Sansoni, 1938
- Crisi della Pedagogia, Roma, Perrella, 1940
- Rousseau, Messina, G. D'Anna, 1941
- Concetto di didattica, Messina, G. D'Anna, 1943